# Sialmojärvi
Sialmojärvi är en sjö i Finland. Den ligger i kommunen Rovaniemi i landskapet Lappland, i den norra delen av landet, 700 km norr om huvudstaden Helsingfors. Sialmojärvi ligger 171,6 meter över havet. Arean är 98,1 hektar och strandlinjen är 8,49 kilometer lång. Sjön  ingår i Kemi älvs huvudavrinningsområde. 